# Tizayuca
Tizayuca är en kommunhuvudort i Mexiko.   Den ligger i kommunen Tizayuca och delstaten Hidalgo, i den sydöstra delen av landet, 50 km norr om huvudstaden Mexico City. Tizayuca ligger 2 275 meter över havet och antalet invånare är 39 323.
Terrängen runt Tizayuca är huvudsakligen platt, men åt sydost är den kuperad. Runt Tizayuca är det tätbefolkat, med 427 invånare per kvadratkilometer. Närmaste större samhälle är Ojo de Agua, 17,8 km söder om Tizayuca. Trakten runt Tizayuca består till största delen av jordbruksmark.